# روبرت كوك
روبرت كوك (بالهولندية: Robert Kok)‏ (26 يونيو 1957 بأمستردام في هولندا - ) هو لاعب كرة قدم هولندي في مركز الهجوم. لعب مع أياكس أمستردام وليرس ونادي بازل ونادي بوم الملكي لكرة القدم ونادي زيورخ ونادي سيرفيت ونادي لوزان.

## وصلات خارجية
- روبرت كوك على موقع قاعدة بيانات كرة القدم.إي يو (الإنجليزية)
- روبرت كوك على موقع عالم كرة القدم.نت (الإنجليزية)